# Buchverlag Der Morgen
Buchverlag Der Morgen a fost o editură pentru literatură beletristică și de popularizare științifică din RDG.

## Istoric
Editura a fost fondată în 1958, în Berlinul de Est. Ea a provenit din compania „Morgen“-Druckerei und Verlag GmbH, care tipărea cotidianul Der Morgen.
Editura a publicat atât materiale ale partidului, cât și ficțiune, biografii, memorii și cărți de non-ficțiune. Programul de publicare includea literatură socialistă contemporană a RDG-ului, literatură din exil și beletristică internațională, ca și „Große Reihe” și „Kleine Morgen Reihe” (ediții bibliofile), „Märkischen Dichtergarten” și seria de scrieri a Partidului Liberal Democrat. Printre autorii editați se numără Rudolf Agsten, Gerhard Bengsch, Uwe Berger, Manfred Bogisch, Gerhard Branstner, Günter de Bruyn, Manfred Gerlach, Gabriele Eckart, Gerhard Harkenthal, Friedrich Herneck, Dieter B. Herrmann, Stefan Heym, Heinz Knobloch, Ruth Kraft, Gisela May, Max și Ruth Seydewitz, Arne Sjöberg, Jens Sparschuh, Joachim Walther, Maxie Wander, Gerhard Wolf sau Hedda Zinner. Numărul titlurilor publicate până în 1991 a fost de aproximativ 800 de cărți, dintre care multe au apărut în mai multe ediții. Directorul editurii a fost inițial Richard Knauf, mai târziu Fritz R. Greuner și din 1968 până în 1990 Wolfgang Tenzler.
În 1990 agenția de privatizare a transformat editura în Morgenbuch Verlags GmbH; proprietar era Vercon GmbH din holdingul FDP, din care a apărut Partidul Liberal Democrat (prin Alianța Democraților Liberi). În timp ce secția de editare de ziare a fost vândută către Axel Springer AG, vânzarea secției de editare de cărți a eșuat din cauza rezistenței autorilor care au protestat printr-o scrisoare deschisă. Editura de carte a ajuns în cele din urmă la grupul de investitori Spiess, Arani, Haude & Speneri.; forța de muncă s-a redus de la 36 la 6 angajați. În 1995 editura nu mai avea angajați. Până în 1999 au mai apărut cărți sub numele Morgenbuch.
Morgenbuchverlag a intrat în insolvență odată cu grupul editorial Spiess la începutul anului 2010. În august 2010 a fost înființată editura Verlag „Der Neue Morgen” la Rudolstadt, care a aparținut grupului Priwet Litera Ltd. În vara anului 2011 au fost publicate primele cărți. După 2013 nu au mai apărut alte publicații. 
Arhiva pierdută a editurii a fost descoperită în 2009 la Universitatea din Leipzig. Mai multe materiale de arhivă sunt stocate în Stiftung Archiv der Parteien und Massenorganisationen der DDR din Berlin și în Archiv des Liberalismus din Gummersbach.